# カール・シュミット (化学者)
カール・シュミット（Carl Schmidt, 1822年 - 1894年）は、ドイツの化学者、医師。尿酸、蓚酸及びその塩、乳酸、コレステロール、ステアリンなどを含む多くの重要な生化学物質の晶癖を決定したことで知られる。筋繊維やキチンの分析も行った。また、動物と植物の細胞成分が化学的に似ていることを示し、カルシウム・アルブミネートの反応を研究した。さらに、アルコール発酵や代謝・消化の化学を研究した。シュミットは胃液中に塩酸を発見し、塩酸とペプシンの化学的相互作用を発見した。胆液と膵液の研究も行った。また、コレラ、赤痢、糖尿病、砒素中毒によって齎される血液中の化学変化について研究した。
シュミットはギーセン大学のユストゥス・フォン・リービッヒ男爵の指導の下、1844年に博士号を取得した。今日、シュミットはノーベル化学賞を受賞したヴィルヘルム・オストヴァルトの博士課程指導教官として最もよく知られている。1852年にタルトゥ大学で薬化学の教授に就任した。